# Кумление

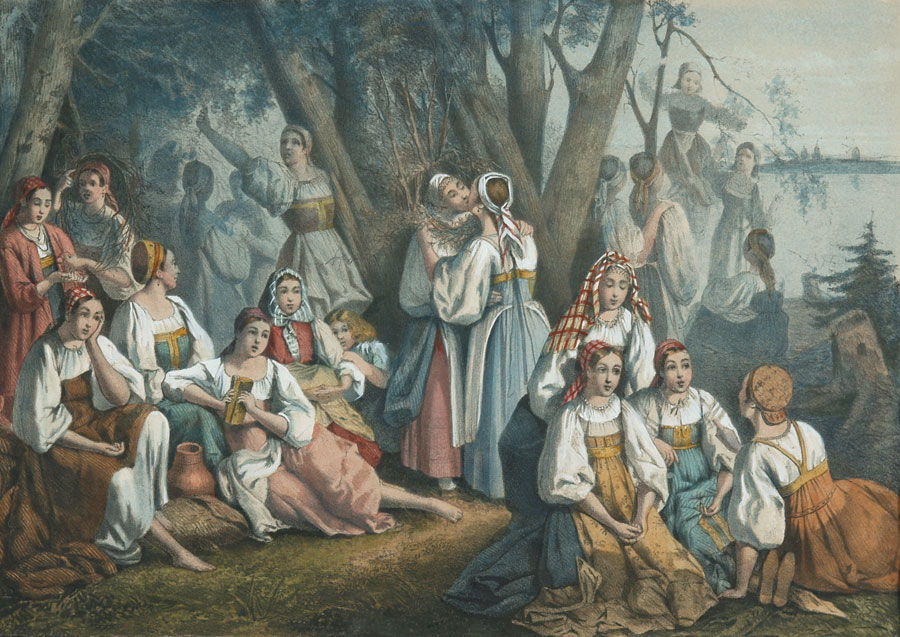
Кумление на Семик-Троицу. XIX в.

Кумле́ние — обряд инициации в цикле весенне-летних праздников восточных и южных славян, а также форма молодёжного союза.
На восточнославянской территории кумление известно в большинстве областей Европейской России (в особенности в средней полосе России и в меньшей степени на Русском Севере), а также на северо-востоке Украины и на востоке Белоруссии, причём на Украине и в Белоруссии кумление имело явно вырожденные формы. На Гомельщине, например, это было совместное гуляние мужчин и женщин на природе.

## Традиции

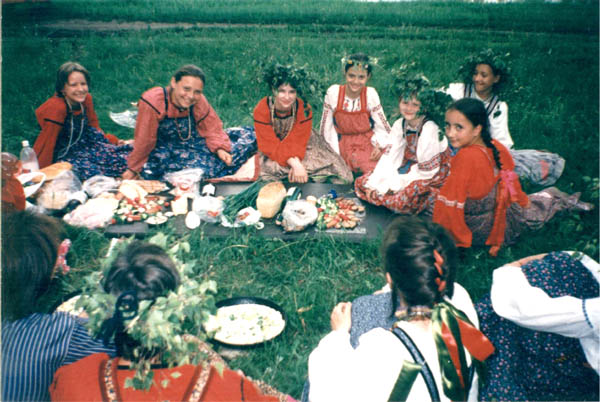
Девишник с яичницей

Кумление происходило в один из праздников троицкого цикла (Вознесение, Семик, Троица, Духов день), иногда раньше — во 2-е воскресенье после Пасхи, т. н. Кумишное, Кумитное воскресенье, а порой и на Петров день. Известны случаи кумления на Николу вешнего: «А на Миколу ходят в лес и кумятся девки. Придём в рощу, костёр разведём. Сковородку на камни поставим. Под сковородку каких-нибудь прутиков насобираем и жарим яишню» (сибирские переселенцы из Могилёвской губернии).
Сам процесс установления отношений кумовства назывался кумиться, кумиковаться, семичаться (от Семик).
Кумились в подавляющем большинстве случаев именно девушки, достигшие совершеннолетия; они кумились парами (очень редко — по четверо); изредка кумились все вместе, в том числе надевая поочередно один венок. В дополнение к этому (но обычно в другие дни, позже) могли кумиться девушки с парнями, парни между собой, женщины между собой, женщины с мужчинами и мужчины между собой, причём кумление между женщинами и мужчинами было известно значительно шире, чем кумление парней с девушками.

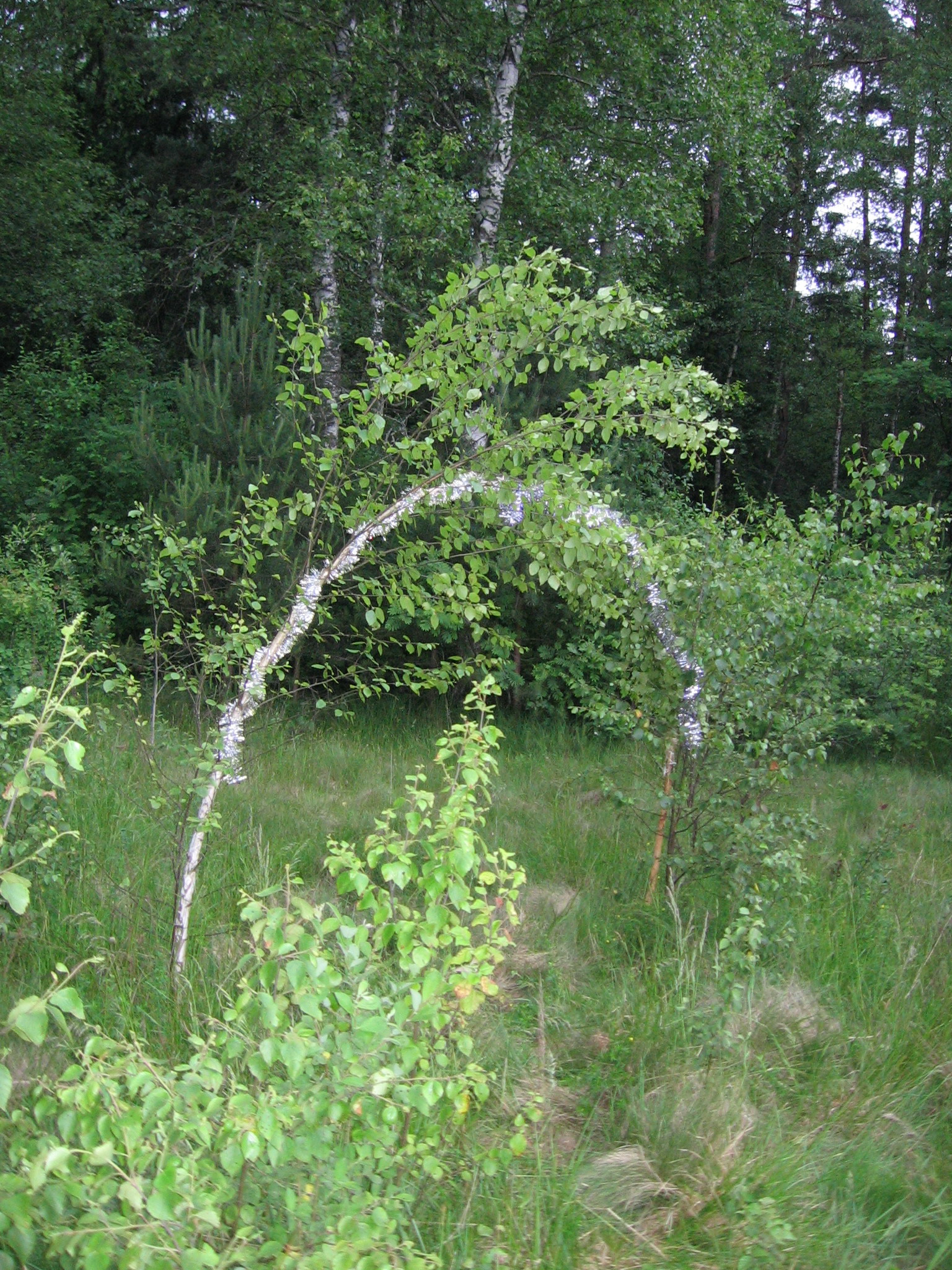
Арка из берёзок для кумления на девичьих гуляниях (Белоруссия, 2008 г.)

Кумление обычно было срединным эпизодом сложного троицкого праздника, начинавшегося с установления (выбора в лесу, внесения в дом, украшения, наряжания) троицкого деревца (берёзки, ветки клёна и т. п.) или с обряжения «кукушки» (в южнорусских областях кумление входило в состав обряда «похорон кукушки») и завершавшегося совместной трапезой девушек (иногда вместе с парнями, присоединявшимися к девушкам уже после совершения кумления), а также очень часто — гаданием с венками; на этом же этапе, как правило происходило и развивание березы, точнее завитого на ней венка, и собственно раскумливание (см. Троица).
Основным способом кумления был следующий: девушки подходили к завитому на берёзе венку, в котором были повешены крест или яйца, целовались и обменивались подарками через этот венок. В более общем смысле кумление состояло в обмене между кумящимися вещами, среди которых — кресты, одежда, платки, венки, кольца, бусы, яйца, лепёшки, во взаимных объятиях и поцелуях (ср. смоленское выражение «кумиться на что-либо», т.е. на мониста, кольца, платки и др.). Кумление начиналось с совместной трапезы, приготовленной в складчину, с обязательной яичницей. В ходе исполнения обряда был выражен мотив преодолении кумящимися некой пространственной границы, роль которой могли выполнять различные конструкции: «ворота» из сплетённых веток соседних деревьев; большой «венок» типа обруча, образованный сплетёнными вершинками соседних деревьев, через который проходили кумящиеся; обычный венок, завитый на дереве, через который девушки целовались, стоя по обеим сторонам от него (самый типичный случай); а также круг, образуемый шнурками крестиков, повешенных на ветку дерева, через который девушки целовались и обменивались вещами. Кумление  сопровождалось клятвой: девушки целовали крестик, который висел в завитом венке. В Нижегородской губернии девушки вешали в венок яйцо и целовали его с двух сторон.
Заключённый союз был недолгим и разрывался через неделю или полторы (на Троицу, в петровское заговенье и др.) так называемым раскумливанием, состоявшим в совершении действий,  обратных тем, которые имели место при заключении союза (девушки перешагивали через венок в обратную сторону, назад, «разменивались», т.е. возвращали обратно взятые в залог дружбы вещи, произносили приговоры или пели песни, указывающие на разрыв связей: «Раскумимся, кума, раскумимся...» ). Вместе с тем иногда срок, на который заключался союз, оказывался более продолжительным (шесть недель, год, вся жизнь).